# Stefanie Gottschlich
Stefanie Gottschlich (Wolfsburg, 5 de agosto de 1978) é uma ex-futebolista alemã. Foi medalhista olímpica pela seleção de seu país.